# پاسکال کاراما
پاسکال کاراما (انگلیسی: Pascal Karama؛ زادهٔ ۱۱ مهٔ ۱۹۹۳) بازیکن فوتبال اهل بورکینافاسو است.
وی همچنین در تیم‌های ملی فوتبال زیر ۱۷ سال بورکینافاسو و بورکینافاسو بازی کرده است.